# Cavron-Saint-Martin

Cavron-Saint-Martin este o comună în departamentul Pas-de-Calais, Franța. În 1 ianuarie 2022 avea o populație de 432 de locuitori.